# كويدوبالدو دا مونتيفيلترو
كويدوبالدو (بالإيطالية: Guidobaldo) من أسرة مونتيفلترو (17 يناير 1472 - 10 أبريل 1508)، المعروف أيضًا باسم كويدوبالدو الأول، كان كوندوتييرو إيطاليًا ودوق أوربينو من 1482 إلى 1508.

## السيرة الذاتية
ولد في غوبيو وخلف والده فيديريكو دا مونتيفيلترو دوق أوربينو عام 1482. تزوج كويدوبالدو من إليزابيتا غونزاغا، أخت فرانشيسكو الثاني غونزاغا، كان كويدوبالدو عاجزًا جنسياً، ولم يكن لديهم أطفال، لكن إليزابيتا رفضت أن تطلقه. حارب كواحد من قباطنة البابا ألكسندر السادس إلى جانب القوات الفرنسية للملك شارل الثامن ملك فرنسا أثناء الغزو الأخير لجنوب إيطاليا. في وقت لاحق، تم تعيينه من قبل جمهورية البندقية ضد تشارلز.
في عام 1496، أثناء القتال من أجل البابا بالقرب من براتشيانو، تم أسر كويدوبالدو من قبل أحد الأسر الملكية، وتم إطلاق سراحه في العام التالي. أُجبر غيدوبالدو على الفرار من أوربينو في عام 1502 هربًا من جيوش سيزاري بورجيا، لكنه عاد بعد وفاة والد الاخير، في عام 1503 تبنى البابا ألكسندر السادس وريثه فرانسيسكو ماريا الأول ديلا روفر، ابن أخته وابن أخ البابا يوليوس الثاني، وبذلك وحد سيادة سينيغاليا مع أوربينو. كذلك ساعد كويدوبالدو البابا يوليوس الثاني في استعادة رومانيا. كانت محكمة أوربينو في ذلك الوقت واحدة من أكثر البلاط رقيًا وأناقة في إيطاليا. التقى كويدوبالدو العديد من رجال الخطابات هناك. قد يكون المؤرخ الإيطالي-الإنجليزي (بوليدور فيرجيل) مؤلف كتاب «رجل البلاط» الذي يصف محكمة أوربينو. قد عمل في خدمة كويدوبالدو.

## الفنون والثقافة
كان كويدوبالدو راعياً للفنون. اجتذب العديد من الفنانين والإنسانيين إلى بلاطه، بما في ذلك عالم الإنسانيات جيوفاني سانتي، والد رسام النهضة الإيطالي الشهير رافائيل. وينسب إلى الأخير صورة كويدوبالدو التي يمكن أن تكون في الواقع من عمل فرانشيسكو فرانسيا. عندما كان طفلاً، تم تصويره بالفعل عدة مرات، لأن والده كان أيضًا راعيًا مهمًا.
وكان من بين الضيوف في بلاط كويدوبالدو الشاعر والكاردينال بيترو بيمبو وميكيلانجيلو. كانت الحياة الثقافية في قصره غنية ومثمرة للغاية. في عام 1506 ، في تلك المرحلة كتب بالداساري كاستيليونيو كتابه الدرامي «رجل البلاط» الذي وصف فيه حياة محكمة أوربينو بطريقة مستترة. يحتوي العمل على أصداء في الشعر القديم والمعاصر، مع إشارات إلى فيرجيليو أو أنجيلو بوليزيانو أو جاكوبو سانازارو. كان كاستيجليون سفيرًا لدوق أوربينو لدى هنري الثامن ملك إنجلترا.

## وفاته
عانى كويدوبالدو من النقرس، وتوفي في فوسومبروني عن عمر يناهز 36 عامًا، وخلفه ابن أخيه.